# 傅慶豊
傅慶豊（FU Qingli 或 Alixe Fu），又稱傅慶豐（FU Qingfeng 或 FU Ching-Fong），（1961年9月26日—），出生於台灣雲林縣，是法籍華裔畫家。創作包括油畫、彩墨、雕塑、公共藝術和石版畫。

## 資歷
傅慶豊1983年在台北舉行首次個展，1985年畢業於台北的中國文化大學美術學系，1987年以藝術家身份旅居法國。他是臺灣80年代重要的第一個官辦大型裝置藝術展:台北市立美術館的《前衛•裝置•空間》，參展的20名藝術家之一。
解嚴前夕，臺灣社會轉型與前衛藝術澎湃之際，1984年起他陸續參加臺北市立美術館領潮的《當代抽象畫展》、《前衛/空間/裝置展》、《新繪畫大展》、《現代雕塑特展》、《現代繪畫新展望》、《風格22》、《新具象繪畫展》。這樣的大型當代美術展覽在90年代以後開始普遍，話語主導權轉移到官方機構手中，象徵著反體制的前衛藝術正面臨著逐步地被政府體制所收編的現象令人擔憂，而畫廊對年青藝術家又處處制肘。因此與一些早期台北畫派的幾個同學李民中、楊仁明等陸續出國留學。在1987年旅居法國，1989年巴黎美術學院師從哈達（Abraham Hadad ）研究石版畫。1989年應邀參加巴黎的龐畢度中心展覽, 聯展有巴黎大皇宮的「秋季沙龍」、「五月沙龍」、「青年繪畫沙龍」、「獨立沙龍」及美國華盛頓市的法國之家等展覽，並於歐洲、美國、中國、日本及臺灣等地舉行數十次的個展。1991年獲法國文化部在歐維耳市（Auvers s/Oise)梵谷國際藝術永久工作室（Cité Van Gogh）。
他為臺灣屏東國立屏北高級中學2005年的公共藝術創作，內容包括《巨足》、《藝術記憶牆》、《河川生態藝術～昇華》、《全校指標系統》，已經在2010年列入臺灣《普通高級中學藝術與生活》的教科書內，作為視覺應用藝術篇的教程。
2008年他以「世界塑造每一個人，每個人也塑造著世界」一種心理的環保訴求，應歐維耳市政府之請，首位華人藝術家在法國九月文化盛會的歐洲遺產日開幕《全球烙名行動》（Signatures du monde），第一站在巴黎郊區歐維耳市（Auvers sur Oise）全城開跑: 歐維耳市歐維耳城堡美術館、梵谷國際藝術村及當代藝術畫廊、杜比尼美術館花園、梵谷公園、市府廣場、教堂等景點展演。這個計畫的誕生實源自於藝術家本身對於一句東方俗語的深刻感觸：「一種米養百種人」。
第二站2009年在台北當代藝術館《百家姓》（Sign Me），邀請全民於2-4公尺高十七尊的雕塑上簽名，首開台北當代藝術館Moca Plaza在公共廣場“空間塑造”的作品先例 ，塗鴉彩繪雕塑分置於當代藝術館廣場 富邦金融中心及誠品敦南店前，開放民眾於多采多姿人生百態的雕塑上簽下自己的姓名與留言，期盼藉由簽名的行動，讓民眾更深入地感知到自己所身處的，是一個樂於分享及參與的世界。

## 重要作品

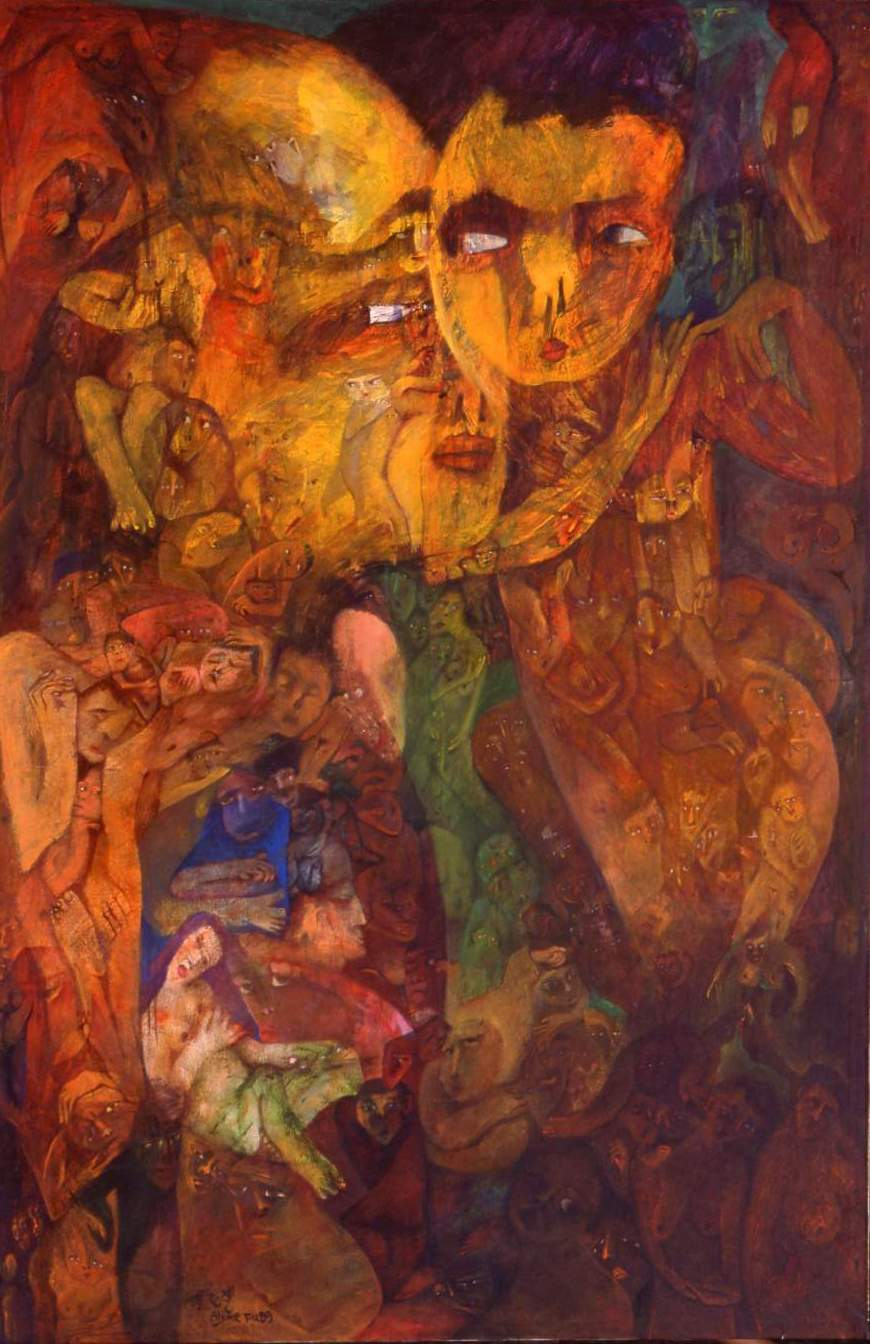
《姐妹》（Sisters）油畫193x130 cm. 1989年,法國私人收藏。

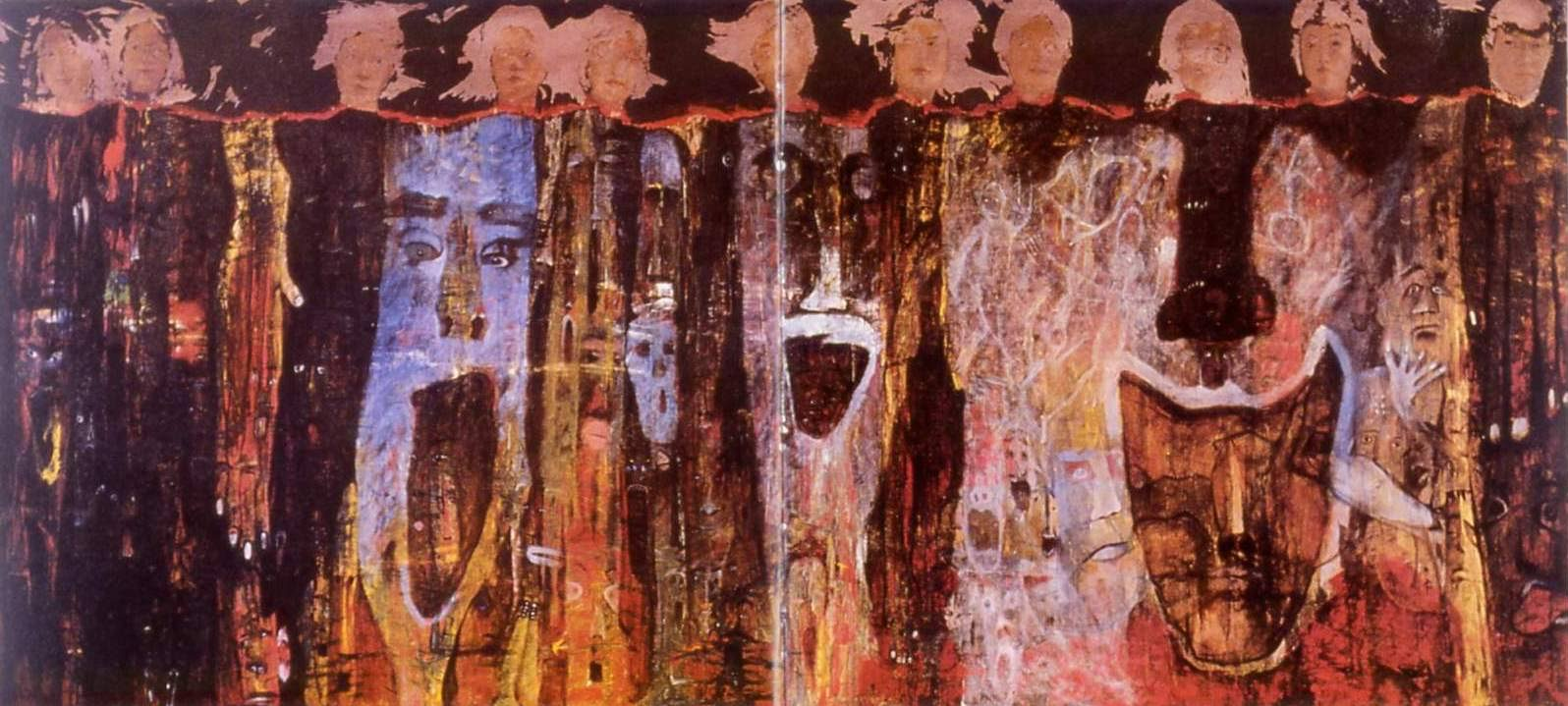
《十一》（Eleven）油畫 280x132 cm. 1984年,法國私人收藏。

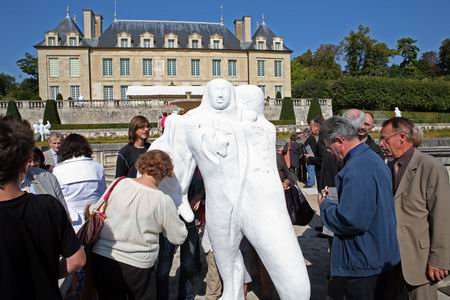
《傅慶豊－百家姓國際彩繪雕塑行動藝術》（Signatures du Monde/Sign Me）2008/09/20—11/02,法國／歐維耳市(Auvers-sur-Oise)。

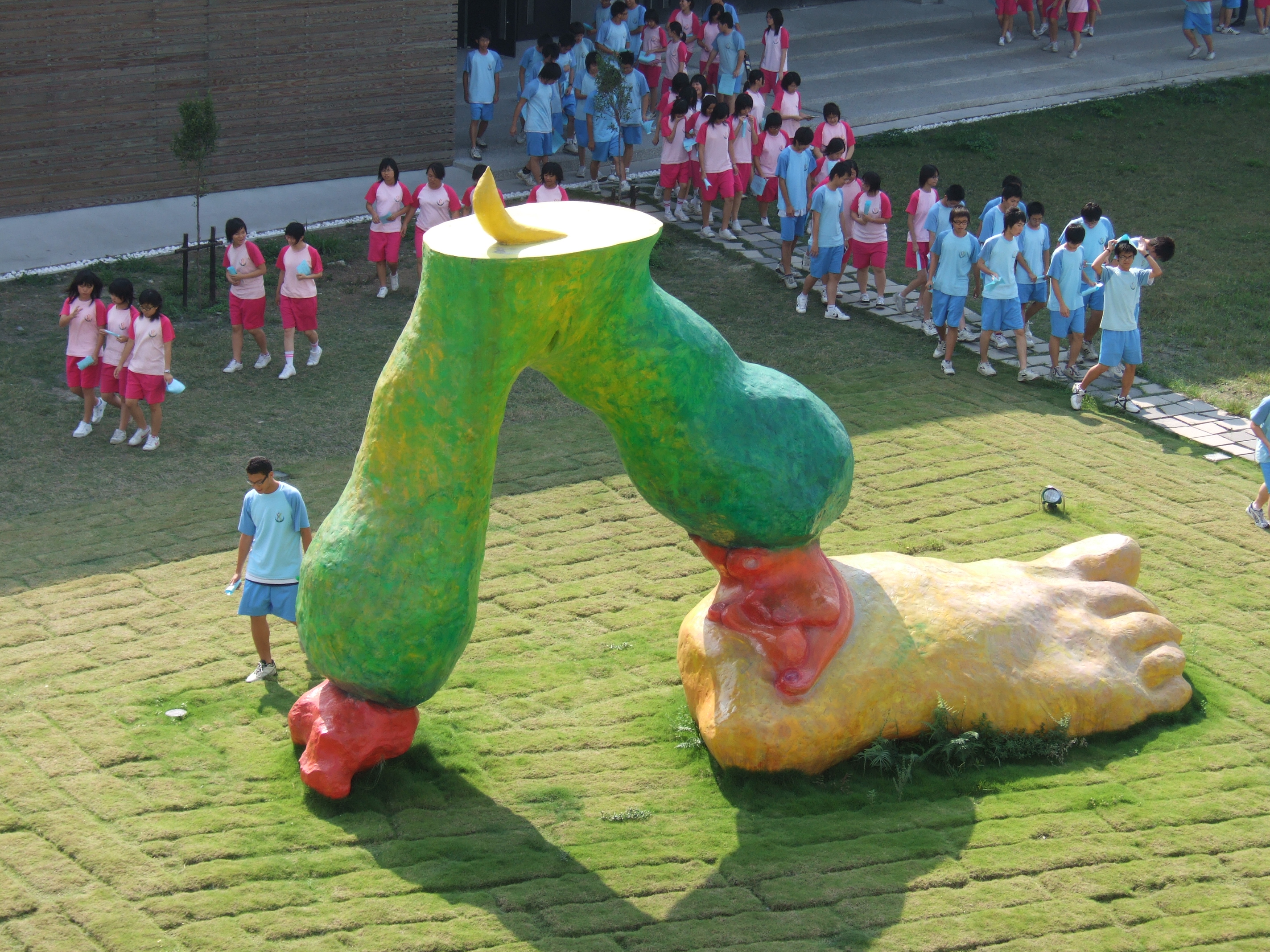
《巨足》（Giant Foot）塑鋼450x 300x700 cm. 2005年, 台灣/國立屏北高級中學公共藝術。

- 《姐妹》（Sisters）[5]油畫193x130 cm. 1989年。現代主義的繪畫性是在營造出反透視的平面性視覺空間，此圖指稱內容明顯反映出費孝通的"差序格局"概念之東方社會關係。

- 《十一》（Eleven） [6]油畫280x132 cm. 1984年。十一個真實刻畫人物影像隨著時間剝落，讓每個過去成為現在的內在性。

- 《傅慶豊－百家姓國際彩繪雕塑行動藝術》（Signatures du Monde/Sign Me）2008年9月20日—11月2日法國歐維耳市( 巴黎近郊 ) 於Auvers城堡美術館、當代藝術畫廊、杜比尼美術館花園、梵谷公園等地進行「百家姓烙名行動」及「傅慶豊藝術創作展示」。

- 《巨足》（Giant Foot）[7]塑鋼450x 300x700 cm. 2005年。以《巨足》表達屏東農業的赤腳精神和深耕本土展望未來的理想 。而人字形的簡練線條呈現造型——具象與抽象之間，隱喻「指天化地」、「天人合一」的平和境界。2011年《巨足》入選德國《古往今來500件公共藝術》（500 x Art in Public: Masterpieces from the Ancient World to the Present.）德國BRAUN出版重要藝術書叢，Chris van Uffelen主編。

## 風格
19世紀下半葉開始的知覺探索之現代繪畫問題，造就了兩個「意向性」的對立形式，一類是現代哲學的反思性，一類是精神與認知狀態構成。傅慶豊將慣常的身體，『加上括號，存而不論』，試圖恢復作為『捕捉』或『捉住』的知覺原始意義，尤其是第二類的恍惚與出神-『還原身體』直覺以純意識的本質或原型：傅慶豊在1983年首次個展到1990年代自由形象的油畫及2000年來的墨彩表現及立體畫人物，20年來『人的變數』一直是他的造型語言，尤其是墨色與油彩的混用以及天地人的傳統架構，將他的油畫多元層次拉近到幾乎透明單純的身體影像。主題強調身體文化形式的不同，試圖尋回久被自身文化所隔離的身體，在表達對人類整體環境的關注和反映中，『物、我關係』並非是冷漠與對立的，是一種身體與空間同時生成的狀態。這種陳跡傳統又革新題旨的方法，將慣習的水墨人文山水還原成感官山水，提示了東西方哲思與媒材的辯證關係。這正是在日本三次個展所延伸過來的主題《植物人．動物人》，並在2004年法國中國文化年的關注中，受邀到卡爾卡松市Carcassonne中古城鎮的騎士畫廊及布羅瓦市Blois古堡美術館個展的重點所在。西方文藝復興的人文概念在人性與神性的對比下走向全球化人性與物性的擺盪，人文主義便是涵蘊在這種對立並存的人文意識之中，這種哲學運動，對傅慶豊無如說是一種藝術態度: 承認人性的界限並堅持著人性的價值。
藝術策展人張元茜形容他:
『傅慶豊畫筆書寫肉體、寫情慾、寫矛盾荒謬的人生，畫面上看到的是以身體為主的圖像，這些人物有的是男人，有的是女人，有的雄雌不分；有的看得出的一個人，有的看似一人卻有兩個身影，有的看似多張面孔或眼神，卻化約在同一體內；有時一個肢體長出過多的衍生肢體，有時一隻腳掌長出過多的指頭；傅慶豊自己解釋：這些身體，因為與慾望連結，所以感官接收特別敏銳，慾望也帶來煩惱及掛慮，煩惱及掛慮也帶來行動的能量。他有說不盡的故事，也有畫不完的容顏，更有不斷想要捕捉的魂魄。這位說故事的人並沒有以置身事外的姿態大筆一揮，論斷迷魅；相反的，他的筆法嘈嘈切切，搖曳不定，沒有明確的線條，也沒有一塊絕對的色彩。』
『像是寓言般的人物走近人群，走到你我的身邊，邀請觀者在它們潔白的身上簽上姓名，傅慶豊希望成全每個觀眾面對雕像時在他們心中所完成的寓言。寓言不再是傅慶豊個人的，而是與大家分享的，尤其是潔白的身軀更留下許多想像的空間，傅慶豊用這些人物塑像擁抱世界。真實世界的他，在成長過程中嚐遍了孤單與邊緣位置的苦楚，在藝術中，他找到了失落主體的依歸。』

## 收藏
- 《梵谷村的十字架》（La croix du Montcel à Auvers）油畫，130x130 cm. 1991年,法國杜比尼美術館（Musée Daubigny）收藏。

- 《月光下的稻草人》（Croisement au dessous de la lune）油畫，146x114 cm. 1991年,台灣台北市立美術館收藏。

## 外部連結
- 傅慶豊-自迷離中走出真實 （页面存档备份，存于）
- 台北當代藝術館MOCA PLAZA-百家姓-藝術家傅慶豊專訪
- 台灣前衛藝術的主流化及其危機
- 台北當代藝術館MOCA PLAZA藝術家專訪
- 台北國際彩繪雕塑行動藝術展[永久]
- 巴黎國際彩繪雕塑行動藝術展: 法文新聞發佈會中文字幕 （页面存档备份，存于）
- 法國歐維耳市政府文化&藝術展覽網站：2008年9月28日AlixeFU在歐維耳市 （页面存档备份，存于）
- 官方網站 （页面存档备份，存于）